# Zefirino
Zefirino  è un nome proprio di persona italiano maschile.

## Varianti
- Maschili: Zeffirino[2][5], Zeferino[2][3], Zefferino[2][3]
- Femminili: Zefirina[2][3], Zeffirina[2][5], Zeferina[3], Zefferina[2][3]

### Varianti in altre lingue
- Asturiano: Cefirin[6], Ceferín
- Basco: Tzepirin[6], Keperin[6]
  - Femminili: Keperiñe[6]
- Catalano: Ceferí[6], Zeferí[6]
- Croato: Zefirin
- Francese: Zéphyrin
  - Femminili: Zéphyrine[7], Zephyrine[8]
- Inglese: Zephyrinus
  - Femminili: Zephyrine[8], Zepherine[8]
- Latino: Zephyrinus[1][2][5][9], Zepherinus[6]
  - Femminili: Zephyrina[5]
- Polacco: Zefiryn
- Portoghese: Zeferino[9]
  - Femminili: Zeferina[8]
- Russo: Зефирин (Zefirin)
- Spagnolo: Ceferino[6][9], Zeferino[10]
  - Femminili: Zeferina[8]
- Ungherese: Zefirin

## Origine e diffusione
Continua il nome latino Zephyrinus, derivato a sua volta dal nome Zefiro o Zeffiro; si tratta, per la precisione, di una forma aggettivale, con il significato cioè di "relativo a Zefiro", "di Zefiro" (sebbene spesso venga considerato un suo semplice diminutivo).
Il nome, attestato solo in epoca cristiana ma nato sicuramente in ambienti pagani, è noto per essere stato portato da papa Zefirino, quattordicesimo successore di Pietro sul soglio pontificio, al cui culto si deve parte della sua diffusione. Piuttosto in voga in Italia fino al XIX secolo, è successivamente caduto largamente in disuso.

## Onomastico
L'onomastico si festeggia il 26 agosto (o il 20 dicembre) in memoria di san Zefirino, papa e martire. Si ricordano con questo nome anche alcuni beati:
- 6 aprile, beato Zefirino Agostini, sacerdote e fondatore[11]
- 11 maggio, beato Zeffirino Namuncurá, aspirante salesiano[11]
- 24 maggio, beato Louis-Zéphirin Moreau, vescovo di Saint-Hyacinthe[11]
- 2 agosto, beato Ceferino Giménez Malla, martire a Barbastro, primo rom ad essere beatificato[11]

## Persone
- Zefirino, 15º papa

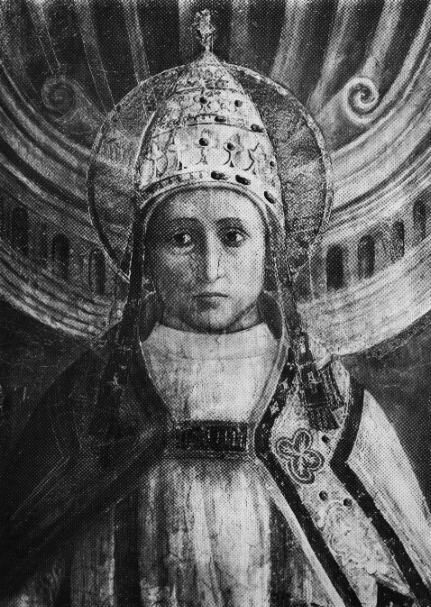
Papa Zefirino

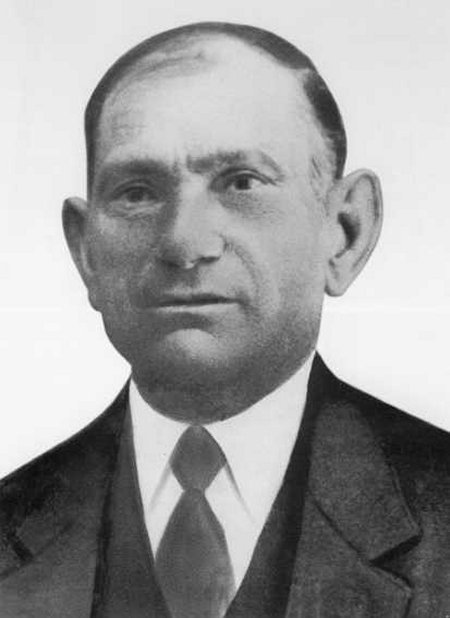
Ceferino Giménez Malla

- Zefirino Agostini, presbitero italiano

### Variante Zeffirino
- Zeffirino Ballardini, antifascista italiano
- Zeffirino Faina, patriota e politico italiano
- Zeffirino Namuncurá, salesiano laico argentino

### Variante Zefferino
- Zefferino Cerquaglia, politico italiano
- Zefferino Grassetto, calciatore italiano
- Zefferino Tomè, partigiano e politico italiano

### Variante Ceferino
- Ceferino Bencomo, calciatore venezuelano
- Ceferino Garcia, pugile filippino
- Ceferino Giménez Malla, beato spagnolo

### Altre varianti
- Zeferino González y Díaz Tuñón, cardinale e arcivescovo cattolico spagnolo
- Louis-Zéphirin Moreau, vescovo cattolico canadese

### Varianti femminili
- Amalia Zefirina di Salm-Kyrburg, principessa di Hohenzollern-Sigmaringen